# Espersit János

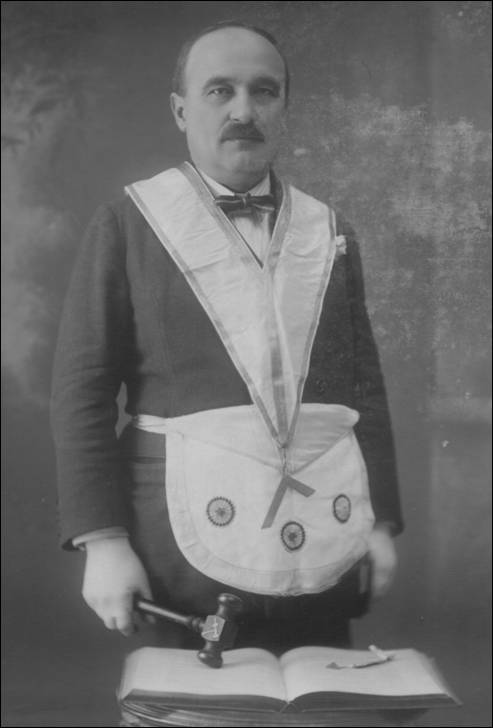
Espersit János szabadkőműves főmesteri öltözékben

Espersit János (Nagyszentmiklós, 1879. január 18. – Mezőhegyes, 1931. november 29.) magyar újságíró, költő, ügyvéd.

## Életpályája
Espersit János és Schlagetter Regina fia. Elemi iskoláját Makón végezte el. 1893-1907 között Hódmezővásárhelyen élt, itt is érettségizett. Jogi tanulmányokat a Kolozsvári Magyar Királyi Ferenc József Tudományegyetemen folytatott. 1900-ban tagja lett a Kenéz Sándor vezette Vásárhelyi Híradó című lapnak, ahol 1902-1904 között felelős szerkesztőként dolgozott. 1904-ben Gonda Józseffel elindította a Vásárhelyi Ellenzék nevű lapot. 1907-ben költözött Makóra. 1908-ban Tornyai János műveiből kiállítást szervezett Makón. 1910-ben a Makói Független Újság felelős szerkesztője lett. 1913-tól Juhász Gyulával kötött barátságot. 1918-ban Makón a Csanád vármegyei Nemzeti Tanács elnökévé választották. 1919-től a Makói Újság főszerkesztőjeként működött. 1922-től József Attila atyai pártfogója lett. 
1931. november 29-én hunyt el szívroham következtében. Sírja a makói Római katolikus temetőben található.

## Szabadkőműves tevékenysége[4]
Espersit János naplójából tudjuk, hogy 1925 körül ő volt a főmestere a szegedi Klauzál Gábor reformpáholynak. Ez a páholy a Magyarországi Szabadkőművesek Reform Nagypáholyához tartozott az Amicítia nevű másik szegedi páhollyal együtt. Espersit valószínűleg a nagymesteri tisztet is betöltötte a Reform Nagypáholyban. Csongor Győző szerint az Árpád és a Szeged tagjai ezeket a páholyokat „zugpáholynak" tekintették.

## Magánélete
1903. június 20-án Hódmezővásárhelyen feleségül vette Nyikos Máriát. Két gyermekük született: Espersit Mária (1904-1987) és János (1905).

## Emlékezete
- Makón 1979. január 19-én – születésének 100. évfordulóján – avatták fel az Espersit-házat.

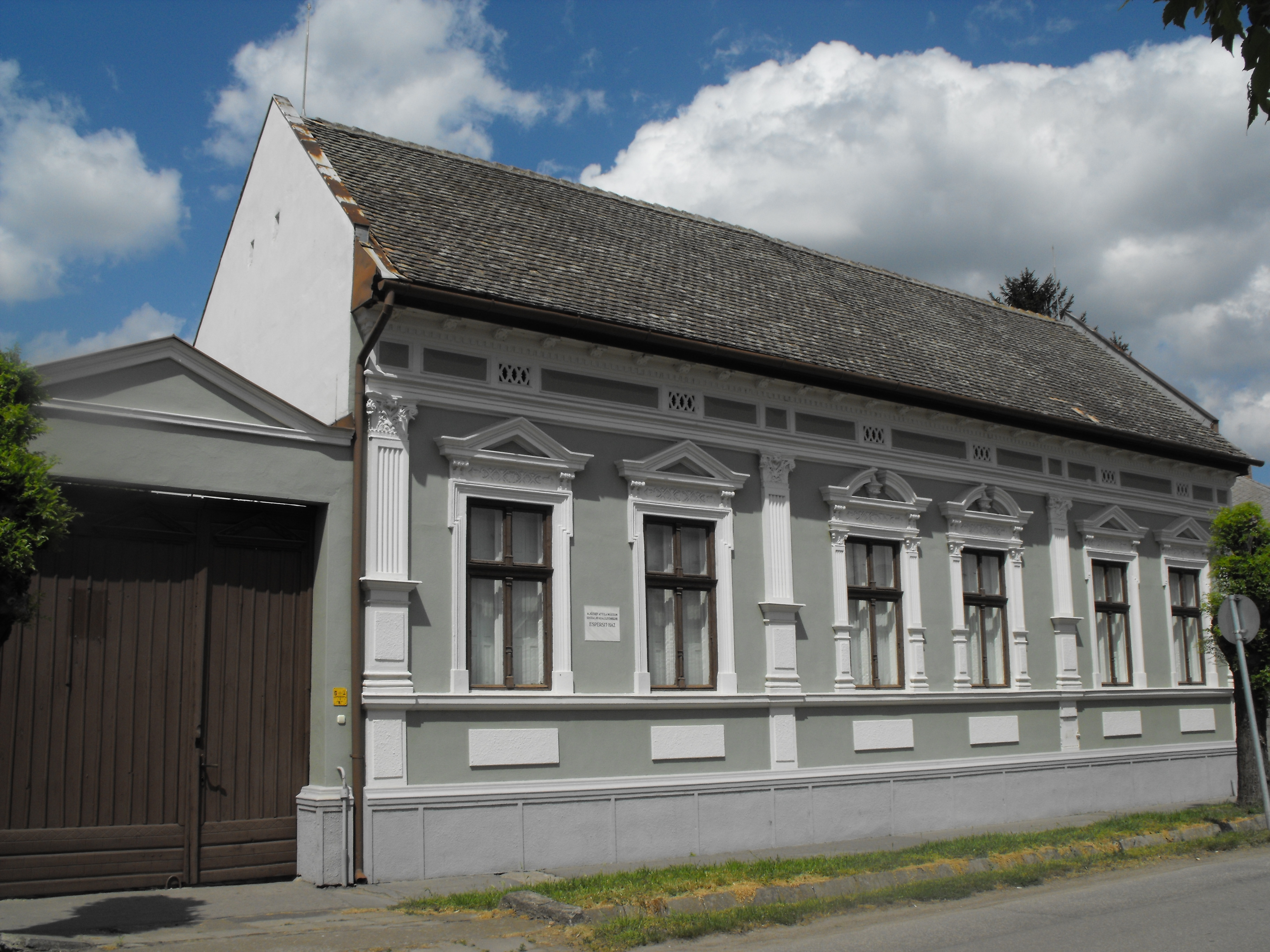
Az Espersit-ház Makón, a Kazinczy utca 7. szám alatt

## További információk

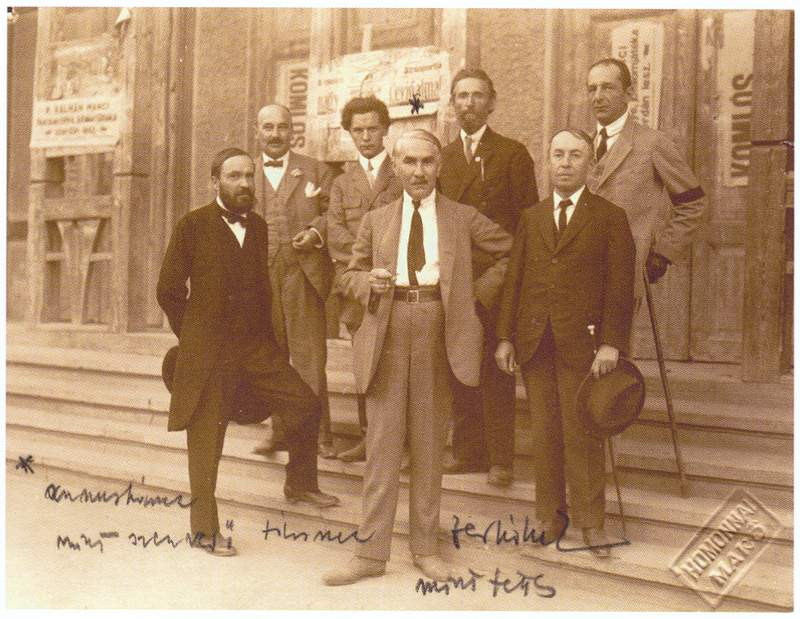
Espersit János balról a 2. személy a Makói Hollósy Kornélia Színháznál 1924-ben (Fényképész: Homonnai Nándor)